# Mieczysław Urbański (generał)
Mieczysław Urbański (ur. 17 czerwca 1923 w Stanisławowie, zm. 27 lutego 1997 w Szczecinie) – generał brygady ludowego Wojska Polskiego.

## Służba w wojsku
Syn Jana. Od marca 1945 służył jako szeregowy w 2 Zapasowym Pułku Piechoty w Krakowie. W 1947 ukończył Oficerską Szkołę Piechoty nr 1 w Krakowie i został promowany do stopnia podporucznika w korpusie oficerów piechoty. Po promocji został dowódcą plutonu w 25 pułku piechoty we Wrocławiu. Pułk ten wchodził w skład 10 Dywizji Piechoty w Jeleniej Górze. Od 1949 dowódca kompanii w 27 pułku piechoty w Kłodzku. W 1949 ukończył kurs dowódców batalionu w Wyższej Szkole Piechoty w Rembertowie. Po ukończeniu kursu pozostał w Wyższej Szkole Piechoty na stanowisku wykładowcy taktyki. Następnie został przeniesiony do Akademii Sztabu Generalnego im. gen. broni Karola Świerczewskiego, gdzie był wykładowcą, starszym wykładowcą i adiunktem w Katedrze Taktyki Ogólnej i Sztuki Operacyjnej.  Od 1967 do 1969 zastępca dowódcy i szef sztabu 8. Dywizji Zmechanizowanej w Koszalinie, potem dowódca 12 Dywizji Zmechanizowanej w Szczecinie (1969-1973). W październiku 1972 na mocy uchwały Rady Państwa PRL mianowany na stopień generała brygady; nominację wręczył mu 11 października 1972 w Belwederze przewodniczący Rady Państwa prof. Henryk Jabłoński.  
W latach 1973–1980 był komendantem Centrum Doskonalenia Oficerów im. gen. armii Stanisława Popławskiego w Rembertowie,  w latach 1980–1989 szefem Zarządu Planowania i Zaopatrywania w Materiały Szkoleniowe w Głównym Zarządzie Szkolenia Bojowego WP w Warszawie. Po ukończeniu 65 roku życia, 5 kwietnia 1989 został zwolniony z zawodowej służby wojskowej i przeniesiony w stan spoczynku. Mieszkał w Szczecinie, gdzie zmarł i został pochowany.
Działacz PZPR, delegat na VI Zjazd PZPR (1971).
Żonaty, żona Barbara Urbańska.

## Wykształcenie wojskowe
- Oficerska Szkoła Piechoty nr 1 w Krakowie
- Wyższa Szkoła Piechoty w Rembertowie

## Odznaczenia
- Order Sztandaru Pracy II klasy
- Krzyż Komandorski Orderu Odrodzenia Polski (1973)
- Krzyż Kawalerski Orderu Odrodzenia Polski
- Złoty Krzyż Zasługi
- Medal 30-lecia Polski Ludowej
- Medal 40-lecia Polski Ludowej
- Złoty Medal „Siły Zbrojne w Służbie Ojczyzny”
- Złoty Medal „Za zasługi dla obronności kraju”
- inne odznaczenia